# North Shore Community College
North Shore Community College – jest dwuletnią uczelnią typu community college z siedzibą w Danvers, w stanie Massachusetts.
Studia w tej placówce można zakończyć zdobyciem tytułu odpowiadającego licencjatowi (ang. associate degree) lub zebraniem punktów pozwalających na transfer do innych uczelni. Na uczelni oferuje się ponad 100 programów nauczania z dziedzin takich, jak nauki przyrodnicze i ścisłe czy sztuki piękne.
College, oprócz siedziby w Danvers, ma dwa kampusy: w Lynn i Beverly.
Studenci uczelni wydają czasopismo The Pennon.